# Pigüé
Pigüé es la ciudad cabecera del partido de Saavedra, en el sudoeste de la provincia de Buenos Aires, Argentina. Fue fundada por inmigrantes franceses el 4 de diciembre de 1884. Estos colonos eran 40 familias occitanas procedentes del Departamento de Aveyron, que partieron a fines de octubre de ese año de la estación de trenes de Rodez (Rodés en occitano). Su fundador fue Clement Cabannettes , acompañado de su amigo y colaborador Francisco Issaly, reivindicado hoy como Cofundador de la colonia, quien acompañó y colaboró activamente con los primeros habitantes de la comarca. Las tierras en las cuales se fundó el poblado fueron vendidas por Eduardo Casey, de lo que fuera la Estancia "La Curamalan". Existen en ella varios clubes deportivos y un autódromo.

## Población
Cuenta con 14 383 habitantes (Indec, 2010), lo que representa un incremento del 4% frente a los 13 822 habitantes (Indec, 2001) del censo anterior.
| Gráfica de evolución demográfica de Pigüé entre 1960 y 2010 |
|                                                             |
| Fuentes: INDEC                                              |

## Geografía

### Suelo
Los suelos poseen una buena aptitud para el uso agrícola, con perfiles de 8 dm hasta 12 dm y aún más profundos en los sectores de valles interserranos, donde la natural protección de las sierras contra los fuertes vientos y otros factores climáticos adversos potencian el rendimiento de las parcelas.

### Clima
El clima es templado continental con temperaturas variables. La temperatura media anual es de 14 °C (con mínimas de hasta –12 °C y máximas de 40 °C).
Es durante la época estival donde se concentran las mayores precipitaciones, aunque se reparten aceptablemente durante el año los 882 mm de promedio (datos años 1990-2001).
| Parámetros climáticos promedio de Pehuajó Aero (1991–2020) | Parámetros climáticos promedio de Pehuajó Aero (1991–2020) | Parámetros climáticos promedio de Pehuajó Aero (1991–2020) | Parámetros climáticos promedio de Pehuajó Aero (1991–2020) | Parámetros climáticos promedio de Pehuajó Aero (1991–2020) | Parámetros climáticos promedio de Pehuajó Aero (1991–2020) | Parámetros climáticos promedio de Pehuajó Aero (1991–2020) | Parámetros climáticos promedio de Pehuajó Aero (1991–2020) | Parámetros climáticos promedio de Pehuajó Aero (1991–2020) | Parámetros climáticos promedio de Pehuajó Aero (1991–2020) | Parámetros climáticos promedio de Pehuajó Aero (1991–2020) | Parámetros climáticos promedio de Pehuajó Aero (1991–2020) | Parámetros climáticos promedio de Pehuajó Aero (1991–2020) | Parámetros climáticos promedio de Pehuajó Aero (1991–2020) |
| Mes                                                        | Ene.                                                       | Feb.                                                       | Mar.                                                       | Abr.                                                       | May.                                                       | Jun.                                                       | Jul.                                                       | Ago.                                                       | Sep.                                                       | Oct.                                                       | Nov.                                                       | Dic.                                                       | Anual                                                      |
| ---------------------------------------------------------- | ---------------------------------------------------------- | ---------------------------------------------------------- | ---------------------------------------------------------- | ---------------------------------------------------------- | ---------------------------------------------------------- | ---------------------------------------------------------- | ---------------------------------------------------------- | ---------------------------------------------------------- | ---------------------------------------------------------- | ---------------------------------------------------------- | ---------------------------------------------------------- | ---------------------------------------------------------- | ---------------------------------------------------------- |
| Temp. máx. abs. (°C)                                       | 40.0                                                       | 37.4                                                       | 36.0                                                       | 32.8                                                       | 28.6                                                       | 21.2                                                       | 23.0                                                       | 30.8                                                       | 30.5                                                       | 31.6                                                       | 35.7                                                       | 38.3                                                       | 40.0                                                       |
| Temp. máx. media (°C)                                      | 28.9                                                       | 27.6                                                       | 24.8                                                       | 20.1                                                       | 15.8                                                       | 12.7                                                       | 11.8                                                       | 14.6                                                       | 17.0                                                       | 19.9                                                       | 24.0                                                       | 27.8                                                       | 20.4                                                       |
| Temp. media (°C)                                           | 21.5                                                       | 20.2                                                       | 17.9                                                       | 13.5                                                       | 9.9                                                        | 7.0                                                        | 6.1                                                        | 8.1                                                        | 10.4                                                       | 13.5                                                       | 17.0                                                       | 20.3                                                       | 13.8                                                       |
| Temp. mín. media (°C)                                      | 14.3                                                       | 13.3                                                       | 11.6                                                       | 8.0                                                        | 5.1                                                        | 2.1                                                        | 1.2                                                        | 2.6                                                        | 4.3                                                        | 7.3                                                        | 10.0                                                       | 12.7                                                       | 7.7                                                        |
| Temp. mín. abs. (°C)                                       | 2.5                                                        | 1.5                                                        | -1.2                                                       | -6.0                                                       | -5.8                                                       | -9.2                                                       | -12.2                                                      | -8.0                                                       | -7.2                                                       | -4.2                                                       | -2.5                                                       | 0.5                                                        | -12.2                                                      |
| Precipitación total (mm)                                   | 81.2                                                       | 101.2                                                      | 95.8                                                       | 72.3                                                       | 43.1                                                       | 24.5                                                       | 31.5                                                       | 34.4                                                       | 59.7                                                       | 94.0                                                       | 93.4                                                       | 87.3                                                       | 818.4                                                      |
| Días de precipitaciones (≥ 0.1 mm)                         | 8.1                                                        | 7.4                                                        | 7.5                                                        | 6.7                                                        | 6.4                                                        | 6.1                                                        | 6.0                                                        | 5.5                                                        | 7.0                                                        | 9.4                                                        | 8.8                                                        | 8.4                                                        | 87.4                                                       |
| Humedad relativa (%)                                       | 60.3                                                       | 65.0                                                       | 71.2                                                       | 73.5                                                       | 78.9                                                       | 77.8                                                       | 76.1                                                       | 70.0                                                       | 68.4                                                       | 68.3                                                       | 62.9                                                       | 57.1                                                       | 69.1                                                       |
| Fuente: Servicio Meteorológico Nacional                    |                                                            |                                                            |                                                            |                                                            |                                                            |                                                            |                                                            |                                                            |                                                            |                                                            |                                                            |                                                            |                                                            |

## Relieve
El relieve predominante es la llanura pampeana, atravesada por los cordones norte y centro del Sistema de Ventania; El cordón central está formado por las sierras de Curá-Malal y de Bravard, que surcan el distrito en dirección SE-NO.
Las alturas máximas de cada cordón son: 
De los cerros de Curá-Malal: Curá-Malal Grande 1.037 m s. n. m. Curá-Malal Chico 1.000 m s. n. m.
De los cerros de Bravard: El Trocadero 890 m s. n. m. Bravard 800 m s. n. m.
El valle de Curá-Malal es un valle longitudinal con una divisoria de aguas internas, cerros mesas, torrentes y conos de deyección. Caracterizan el paisaje, los pliegues, cañadones y crestones de suave pendiente y grandes desprendimientos de cuarcita.

## Hidrografía
En cuanto a los cursos de agua, se detectan dos vertientes hidrográficas:
- Vertiente del sur, dominada por el arroyo Alfalfa, Agua Blanca, Cochenleufú Grande y Cochenleufú Chico y otros pequeños afluentes que desaguan en la Laguna Las Encadenadas.
- Vertiente del norte, cuyos cauces principales son el arroyo Pigüé, Cura Malal Grande, Sauce Chico y Sauce Grande.

Los arroyos atraviesan el área serrana son el Curá Malal Grande que recolecta los escurrimientos de pequeños valles de corto recorrido y el Curá Malal Chico, que nace en la divisoria interna del valle y luego ingresa en el Abra para salir a la llanura en dirección NE y desaparecer, aportando solo en períodos de lluvia sus aguas al arroyo Pigüé.
Además hay más de 30 espejos de agua, los más extensos en superficie son las lagunas de Las Encadenadas y Los Flamencos, en cuyas orillas se encuentran los Clubes de Pesca y Turismo Saavedra y Pigüé.

## Flora y fauna
El distrito de Saavedra – Pigüé se encuentra dentro de la región fitogeográfica pampeana. Por esta razón, las llanuras en las cuales no ha prosperado la actividad agrícola están pobladas de especies que componen el pastizal pampeano - serrano: festuca ventanícola, cortadera o cola de zorro y diferentes variedades de stipas (paja vizcachera, flechilla, paja colorada, Poa iridifolia).
Entre las hierbas se encuentran zarzaparrilla, petunia silvestre, flor reina, marcela, flor de Santa Lucía, cepa de caballo, flor de seda, eupatorium, habranthus, entre otras.
En cuanto a los arbustos hay representantes de chilcas, brusquillas, petrae, malva de las sierras, chaura, quebrachillos, barba de chivo, pasionaria, etc.
También hay variedades de orquídeas (orquídea común, abejorra), helecho, lianas, ortiga macho y agalinis.
Las particularidades climáticas y del relieve han dado origen a especies endémicas (únicas en esta región) tales como el Senecio ventanensis, Senecio pulcher, Grindelia ventanensis o margarita de la cumbre, lupino pampa, Plantago bismarckii y rosadita.
Destacamos la especie representativa, símbolo del distrito de Saavedra llamada Verbena corymbosa o margarita punzó (cadpúnquel en idioma mapuche).
La fauna al igual que la flora ha sufrido una gran transformación debido a la actividad e influencia del hombre, provocando hoy la convivencia entre las especies autóctonas y exóticas introducidas.
Entre los carnívoros predominan el zorro gris, puma, gato de los pajonales y gato montés.
Entre los herbívoros, el guanaco (especie autóctona sudamericana), ciervo dama y ciervo colorado componen la población característica.
Otras especies autóctonas son el peludo, mulita, lechucita de las vizcacheras, zorrino, hurón, vizcacha, cuis, etc.
Los relevamientos efectuados con el objetivo de censar las especies de aves que habitan el distrito han llegado a detectar 137 especies: entre ellas se destacan benteveo, cachirla, pájaro carpintero común y campestre, loica común y pampeana, hornero, tordo renegrido y común, gorrión, jilguero, cabecita negra, cuatro variedades de palomas, chingolo, águila mora y gavilán. La calandria (Mimus saturninus) conocida en lengua mapuche como chrencá es el ave representativa del distrito.
Entre los peces, los más destacados de la zona son el pejerrey, bagre, mojarras, truchas arco iris de arroyo y carpas.
Además encontramos yararás, culebras, sapito de las sierras, ranita zarzal, iguana de cobre completando la fauna endémica.

## Turismo

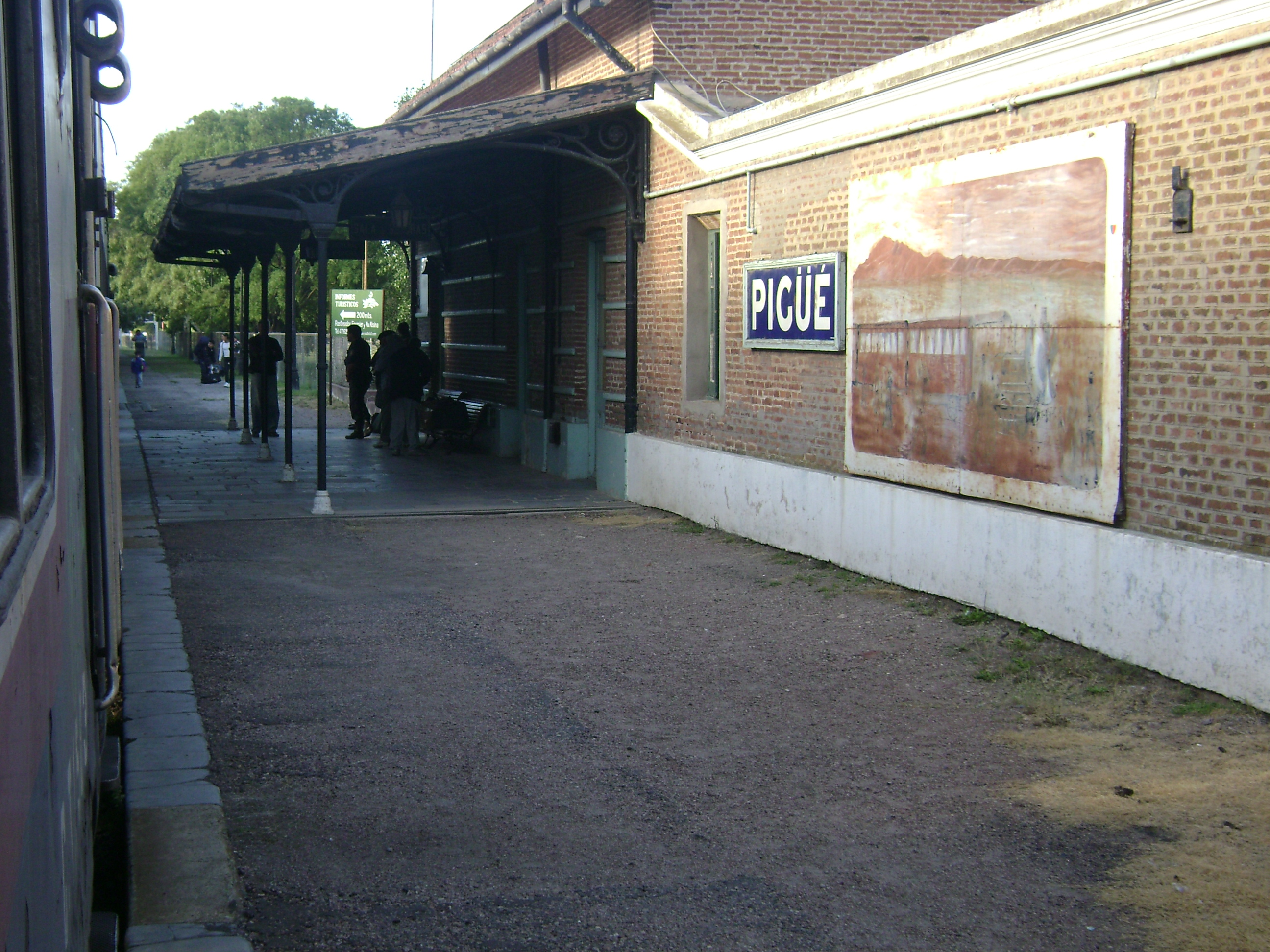
Estación Pigüé, Ferrocarril Roca.

Para llegar a la ciudad existen tres alternativas: Bajando por el puente sobre la Ruta Nacional RN 33,  por medio del ferrocarril, (Trenes Argentinos) en su ramal "Vía La Madrid" los días lunes, miércoles y viernes, partiendo desde la Estación Constitución, en Capital Federal y a través de distintas empresas de ómnibus.
Capilla del Sagrado Corazón de Jesús 
Al llegar las hermanas del Niño Jesús a Pigüé, en 1888, encontraron una pobre capilla de madera de zinc, en la cual se celebran los Divinos Ministerios. 
Cuando en 1889 inauguraron el hermoso edificio que el señor Eduardo Casey les donó. Utilizaron habitaciones como capilla provisoria. No podía aceptar la madre María Aloysa, fundadora de las obras Américas, verse en tan magnífico edificio y que el ``Señor´´ se hospedara en tan humilde morada. Con un atractivo cuadro de Numa Ayrinhac pintado al óleo, “La Última Cena”. 
Gruta de Lourdes
La idea inicial fue de una piadosa devota de Nuestra Señora de Lourdes, la señora María Rettier de Cabanettes, que dono en 1921 para este fin, un cerrito de dos hectáreas en el viejo camino a Saavedra. Los vecinos más caracterizados, juzgaron muy acertado construir la gruta frente a la capilla del Colegio, lugar más accesible y donde se podía velar más cómodamente por su decora. En 1931. la misma señora de Cabanettes trajo de Lourdes la imagen de Nuestra Señora. 
El constructor, Don Domingo Oresti, reprodujo muy acertadamente la gruta Original. Lucieron en ella, dos piedras traídas de la gruta de Francia: Una por la Sra. Rosa B. de Chiappara (mamá de la Hna. Irene) y otra por la exalumna Enriqueta Olivier. El día 22 de marzo fue fijado para su inauguración.

## Parque Municipal Fortunato Chiappara
Cobija en sus arboladas 15 ha, una gran cantidad de fogones para compartir el típico asado con la familia y amigos, un lugar especialmente acondicionado para los amantes del campamentismo y vida al aire libre y para la época estival un complejo de natatorios con pileta olímpica con trampolines y dos piletas para los más pequeños. 
Dentro del Parque Municipal se encuentra ubicado el Museo y Archivo Regional de Pigüé.

### Museo Regional Pigüé
El Museo de la ciudad de Pigüé se fundó en diciembre de 1959, para el 75 aniversario de dicha ciudad.

Es un lugar para recordar el pasado de la misma. Está ubicado un el Parque Municipal Fortunato Chiapparra (Rastreador Fournier 257). Funciona en lo que fue la antigua casona en la que vivía Mary Gorman de Sewell, una maestra estadounidense que vino a Argentina en 1869 a pedido de Domingo Faustino Sarmiento.

El Museo cuenta con el apoyo de una comisión llamada "Amigos del Museo" y depende de la secretaria de Cultura Municipal. 

Las salas se dividen en: 
- Prólogo: espacio de recepción, tienda y boletería.
- Pueblos originarios en la región.
- Los fundadores.
- La primera Conscripción Nacional.
- Personajes.
- La vida cotidiana: recuerdos y testimonios materiales.
- La casa: historia y puesta en valor del solar.

Se pueden encontrar una gran variedad de objetos, entre los que se destacan las pertenencias de cazadores y recolectores, los comienzos de la ciudad, inmigrantes y la vida cotidiana de principio del siglo XX.
Además, se encuentran numerosos documentos que datan del 1900(vestidos, objetos personales, etc) y gran variedad de fotos. El mobiliario de la época y piezas numismáticas son otro atractivo con el que cuenta este museo. La documentación histórica, comprende a diarios y periódicos, además de libros sobre la historia de la ciudad.
El Museo tiene como misión preservar su patrimonio histórico, teniendo presentes las necesidades de la población y respetando la pluralidad cultural.

### Cauce del arroyo Pigüé
Constituye uno más de los condimentos que engalanan la entrada, junto con el Paseo de la Salud y la Fuente A las Malvinas, ubicada frente a la Oficina de Informes Turísticos, instalada desde el año 2001 en la casa donde vivía el guarda del ferrocarril, construida en 1883. Ya en el centro de la ciudad, los adoquines de granito, las ramblas y las farolas en la Avenida Eduardo Casey dan su toque de distinción a la arteria principal. 
Una empresa centenaria que aún funciona es la primera cooperativa argentina de seguros, el Progreso Agrícola de Pigüé Seguros, fundada en 1898, que asociada a otra compañía, brinda una amplia cobertura contra todo tipo de siniestros.

### Alojamiento, gastronomía, diversiones
Se cuenta con una buena infraestructura hotelera con una capacidad de 250 plazas en el distrito y camping con todos los servicios, en varios puntos del partido. También se disponen de 150 plazas en las estancias que abren sus tranqueras al turismo y brindan alojamiento.
Dentro de esta oferta hotelera , se encuentra el Hotel Pigüé uno de los hoteles más viejos y conservado de la localidad.
La oferta gastronómica es muy variada, desde restaurantes a la carta, pizzerías y parrilleras hasta pastas caseras y rotiserías bien surtidas.
Sitios de interés turístico, de variada importancia y temática jalonan el suelo del distrito: por ejemplo el Monolito a la Primera Conscripción Argentina, ubicada a 25 km de Pigüé el lugar donde la División Buenos Aires realizó sus entrenamientos en el año 1896. 
Otro ejemplo de comunión entre el paisaje y el espíritu es el centro de peregrinaje Ermita Nuestra Señora de Luján de las Sierras, en cercanías de la localidad de Saavedra. 
Los Clubes de Pesca y Turismo de Saavedra y Pigüé ofrecen sus instalaciones para el campamentismo, la práctica de actividades náuticas, tales como la motonáutica y el windsurf y especialmente la pesca deportiva del pejerrey.
La Sociedad Española Fue fundada el 14 de junio de 1894, diez años después de la creación de la ciudad. Su fin era brindar ayuda social (atención médica, ayudas económicas, etc.) a los inmigrantes.
Treinta años más tarde se toma la decisión de iniciar una gran empresa: una sala para teatro. Solo catorce años después se lleva a cabo esta idea y se comienza la estructura arquitectónica francesa de este, ubicada en la actualidad en las calles Belgrano y España. Don Domingo Oresti fue quien llevó a cabo esta obra, a pesar de su costo, una suma de 5.000 pesos, muy alta para esos años; que lo condujo a la quiebra económica.

### Turismo rural
Es una alternativa para gozar de la tranquilidad, de la cultura y de la aventura. Nueve establecimientos de campo y estancias atendidos por sus propios dueños trabajan preservando los recursos naturales y respetando los valores tradicionales y culturales de sus orígenes. Estas estancias ofrecen una amplia gama de servicios y actividades para desarrollar (tracking, cabalgatas, agroturismo, safaris fotográficos, parapente, travesía tirolesa, safari 4x4, visita a un museo arqueológico). 
La propuesta se completa con la Granja Educativa “San Rafael” y la fábrica de productos lácteos “San Roque" y la "Comarca del Encuentro".

## Religión

### Parroquias de la Iglesia católica en Pigüé
| Arquidiócesis      | Bahía Blanca                               |
| ------------------ | ------------------------------------------ |
| Parroquia          | Nuestra Señora de Luján                    |
| Eparquía ucraniana | Santa María del Patrocinio en Buenos Aires |
| Parroquia          | Transfiguración de Cristo                  |

## Deportes
- Cuenta con numerosas instituciones deportivas. La más grande a nivel deportivo y una de las más antiguas luego del Tiro Federal es el Club Sarmiento De Pigüé. Este club cuenta con numerosas actividades, pero su principal actividad es el Futbol, disputan la liga de Coronel Suárez y es el principal campeón de dicha liga, con 24 campeonatos, todo un orgullo para la localidad de Pigüé.
- La ciudad cuenta con un autódromo (Ciudad de Pigüé) que se encuentra en cercanía de la homónima ciudad bonaerense. Supo albergar competiciones en categorías como Turismo Nacional, TC 2000 y TC de Sudoeste. El circuito N.º 1, cuenta con una extensión de 3001 m con 14 curvas.

## Despliegue de lasFuerzas Armadas argentinasen Pigüé
| Unidades de la Guarnición Militar Pigüé                   | Sigla     |
| --------------------------------------------------------- | --------- |
| Regimiento de Infantería Mecanizado 3<<General Belgrano>> | RI Mec 3  |
| Base de Apoyo Logístico Pigüé                             | BAL Pigüé |

## Acuerdos de cooperación internacional
La ciudad de Saavedra-Pigüé ha firmado vínculos de cooperación perdurables, en carácter de acuerdos de cooperación internacional, con las siguientes provincias:
- Aveyron, Francia (27 de marzo de 2006)[8]